# F/A-18 Interceptor
F/A-18 Interceptor ist ein militärischer Flugsimulator aus dem Jahre 1988 für den Amiga. Er war und ist einer der beliebtesten Flugsimulatoren für den Amiga, was hauptsächlich auf der für die damals technisch vorhandenen Möglichkeiten sehr realistischen Flugphysik beruht und darauf, dass das Spiel trotz guter Grafik und Sound dennoch sehr flüssig läuft. Einzigartig war lange Zeit auch die Möglichkeit, auf einem Flugzeugträger landen zu können, beziehungsweise für den erfolgreichen Abschluss einer Mission darauf landen zu müssen.
Heutige Flugsimulationen für den PC sind diesem Spiel schon aufgrund der technischen Möglichkeiten natürlich weitaus überlegen, aber dennoch übt dieses Spiel bei vielen Spielern von damals weiterhin einen besonderen Reiz aus. Dazu tragen besondere Gimmicks bei, wie zum Beispiel in der Bucht von San Francisco unter der Golden Gate Bridge herzufliegen oder das Bürogebäude von Electronic Arts ausfindig zu machen. Bekannt und gefürchtet ist das Spiel für die sechste und zugleich letzte Mission: Das Missionsziel, einen gegnerischen Flugzeugträger zu zerstören, stellt viele Piloten vor eine unlösbare Aufgabe. Selbst der Programmierer Bob Dinnerman kann sich nicht daran erinnern, wie die Mission erfolgreich beendet werden kann.

## Spielaufbau
Grundsätzlich unterteilt sich F/A-18 Interceptor in drei Spielmodi:
- Freiflug ohne Gegner
- Training verschiedener Flugmanöver sowie Landung auf dem Flugzeugträger
- Missionen

Für den Start und die Landung existieren vier Möglichkeiten. So hat der Spieler die Wahl zwischen drei Flugplätzen und einem Flugzeugträger. Jedoch ist diese Wahl nur im Freiflug möglich. Eine Ausnahme besteht jedoch bei der ersten verfügbaren Mission, die von einem Flugplatz aus gestartet wird und bei der Spieler selbst entscheiden kann, ob er wieder auf diesem oder dem Flugzeugträger landet.
Weiterhin kann der Spieler als Flugzeug zwischen einer F-18 und einer F-16 wählen. Auch hier gilt dieselbe Einschränkung wie bereits bei der Wahl des Flugplatzes: Die Wahl existiert nur im Freiflug und der ersten verfügbaren Mission. Unterschiede im Flugverhalten ergeben sich dabei jedoch nicht, lediglich die Grafik des Flugzeugs in der Außenansicht ist unterschiedlich.
Als Bewaffnung stehen drei verschiedene Waffen zur Verfügung. Sie ist immer gleich und kann nicht verändert werden. Sie besteht aus vier Luft-Luft-Raketen vom Typ AIM-120 AMRAAM, zwei Luft-Luft-Raketen vom Typ AIM-9 Sidewinder sowie einem Bordgeschütz mit 500 Schuss Munition. Ein Nachladen sowie Nachtanken ist auf jedem Landeplatz möglich.

## Entwicklerteam
- Design und Programmierung: Bob Dinnerman
- Design-Assistenz: Moses Ma
- Sound und Musik: Dave Warhol

## Missionen
Es existieren insgesamt sechs Missionen, die entweder vom Spieler selbst ausgewählt werden können oder durch das Spiel zufallsbedingt ausgewählt werden. Zu Beginn steht jedoch nur eine Mission zur Verfügung, die anderen Missionen werden hintereinander nach einer erfolgreichen Mission freigeschaltet. Zudem ist eine erfolgreiche Landung auf dem Flugzeugträger im Trainingsmodus für die Teilnahme an den Missionen erforderlich.

### 1. Visual Confirmation Mission
Es wurde ein Radarsignal mit unbekannter Signatur entdeckt. Missionsziel ist es, dieses Signal zu identifizieren. Ein Abfangen und Abschießen ist nicht für den erfolgreichen Abschluss notwendig, wird aber auch nicht als Fehlschlag gewertet. In der Regel erscheinen zwei feindliche MiG-29 als potentielle Gegner. Besonders an dieser Mission ist, dass der Spieler den Ort der Landung (Flugzeugträger oder Startflugplatz) und seinen Flugzeugtyp selbst wählen darf.

### 2. Emergency Defense Operation
Ein feindliches Flugzeug ist im Anflug und stellt eine Gefahr für die Air Force One auf ihrem Weg zum San Francisco Airport dar. Das Missionsziel besteht darin, das feindliche Flugzeug entweder zu zerstören oder aufzuhalten, bis die Air Force One sicher gelandet ist. Als Gegner trifft der Spieler auf ein oder zwei MiG-29-Abfangjäger.

### 3. Intercept Stolen Aircraft
Terroristen haben zwei F-16-Testflugzeuge von einer Militärbasis gestohlen. An Bord befinden sich jeweils neue ECM-Radarstörer-Einheiten. Aufgabe des Spielers ist es, die beiden Flugzeuge zur Landung zu zwingen. Bei Beschuss darf zurückgeschossen werden. Eskortiert werden die beiden F-16 von zwei MiG-29-Kampfflugzeugen. Nach einem kurzen Formationsflug mit den beiden F-16-Jägern drehen diese in Richtung Basis um. Sollte dies nicht gelingen, können die beiden Flugzeuge auch abgeschossen werden, um die Mission erfolgreich zu beenden.

### 4. Search and Rescue Operation
Es wurden mehrere feindliche Flugzeuge geortet. Eines der eigenen Flugzeuge wurde beim Abfangmanöver abgeschossen und der Pilot ist nahe der Farollon Islands mit dem Schleudersitz ausgestiegen. Missionsziel ist es, den Piloten durch Abwurf einer Rettungsinsel zu retten. Sollte es die Situation erfordern, darf ein feindliches Flugzeug abgeschossen werden. Besondere Schwierigkeit bei dieser Mission besteht im Abwurf der Rettungsinsel, die punktgenau abgeworfen werden muss. Da jeweils nur eine davon auf einmal an Bord mitgenommen werden kann, verzweifeln viele Spieler an dieser Mission. Zudem ist das ständige Landen und Nachladen einer neuen Rettungsinsel nach einem Fehlabwurf eine zeitraubende Angelegenheit. Die Mission gilt als erfüllt, sobald die Rettungsinsel korrekt abgesetzt wurde.

### 5. Intercept Incoming Cruise Missile
Es wurde eine feindliche Cruise Missile im Anflug auf eine Militärbasis im Großraum San Francisco geortet. Ziel in dieser Mission ist, diese Cruise Missile abzufangen. Unterstützt wird dieser Raketenangriff durch feindliche Kampfflugzeuge. Auch diese Mission besitzt einen besonderen Schwierigkeitsgrad aufgrund der sehr kurzen Zeit bis zur Detonation, der extrem geringen Flughöhe der Cruise Missile und der sich daraus ergebenden Problematik beim Abschuss derselben. Die Luftunterstützung des Gegners besteht aus ein oder zwei MiG-29-Kampfflugzeugen. Die Mission gilt als erfüllt, sobald die Cruise Missile zerstört wurde.

### 6. Carrier Sub Mission
Als Herkunft der Feindflugzeuge wurde ein gegnerischer Shadow Sub Carrier geortet. Dieser soll versenkt werden. Zusätzliche Gegner stellen mehrere MiG-29-Kampfflugzeuge dar. Diese Mission ist die schwierigste aller verfügbaren. Die Problematik besteht einerseits darin, dass keine dedizierten Luft-Boden-Waffen an Bord mitgeführt werden können. Der Spieler fühlt sich deshalb dazu gezwungen, den feindlichen Flugzeugträger mit Luft-Luft-Raketen zu versenken. Die genaue Anzahl und Position der benötigten Treffer ist zudem nicht bekannt. In Foren kursiert unter anderem die Lösung, das Heck des feindlichen Trägers mit mindestens zwei Raketen zu treffen. Entgegen den Missionszielen ist es jedoch unmöglich den Flugzeugträger zu versenken oder zu beschädigen. 2011 wurde bei YouTube ein Video veröffentlicht das zeigt, dass die Mission allein durch das Abschießen der feindlichen Flugzeuge erfolgreich zu beenden ist.